# Stuart Rosenberg
Stuart Rosenberg (11. srpen 1927 – 15. březen 2007) byl americký filmový a televizní režisér. Mezi jeho nejznámější filmy patří Cool Hand Luke (1967), Voyage of the Damned (1976), The Amityville Horror (1979) a The Pope of Greenwich Village (1984). Známá je jeho spolupráce s hercem Paul Newmanem.

## Život
Stuart Rosenberg se narodil v Brooklynu, New York, jeho rodiče byli Sara (rozená Kaminsky) a David Rosenberg. Studoval irskou literaturu na New York University na Manhattanu. Ještě během studií začal pracovat jako filmový střihač.

## Kariéra
Po začátcích u filmu jako filmový střihač začal pracovat jako režisér některých epizod televizního seriálu Decoy (1957–59), kde hlavní roli tajné agentky policie hrála Beverly Garlandová. Byl to první americký kriminální seriál, kde hlavní policejní roli hrála žena. Během dalších dvou let Rosenberg režíroval 15 epizod kriminálního seriálu Naked City (1958–1963), který vysílala společnost ABC. Seriál Naked City stejně jako předchozí Decoy byl natáčen v New York City. Mezitím měl Rosenberg natočit svůj první film Murder, Inc. (1960), kde hlavní roli hrál Peter Falk (později proslulý jako poručík Columbo). Protože během natáčení došlo hned ke dvěma stávkám (herců a scenáristů), natáčení filmu opustil a režisérem filmu se stal producent Burt Balaban. Rosenberg se vrátil k natáčení pro televize, kde režíroval 15 epizod seriálu The Untouchables (1959), osm epizod televizní antologie s Bobem Hopem, pět dílů antologie Alfred Hitchcock uvádí a tři díly TV seriálu The Twilight Zone, dále epizody seriálu Adventures in Paradise, Rawhide s Clint Eastwoodem a celou řadu dalších pořadů. Za epizodu „The Madman“ z devatenáctidílného seriálu The Defenders (odehrávajícího se v soudním prostředí) získal v roce 1963 Cenu Emmy.
V návaznosti na film Question 7 z roku 1961, natáčený v Západním Berlíně v americko-německé koprodukci natočil v roce 1965 televizní film Memorandum for a Spy a v roce 1966 další televizní film Fame Is the Name of the Game. V roce 1967 natočil velmi úspěšné kriminální drama Cool Hand Luke (česky Frajer Luke) s Paul Newmanem v hlavní roli. O mnoho let později (1980) natočil film na obdobné téma (odehrávající se rovněž ve věznici): Brubaker v hlavní roli s Robertem Redfordem.
Mezi jeho další filmy patří The April Fools z roku 1969, kde poprvé v americkém filmu hrála francouzská herečka Catherine Deneuve, několik dalších filmů s Paulem Newmanem: drama Stanice WUSA (1970), western Pocket Money (1972) a The Drowning Pool (1975). Dále kriminální film Smějící se policajt (1973), kde hlavní roli seržanta Martina hrál Walter Matthau, Love and Bullets (1979) s Charlesem Bronsonem a další akční film Let's Get Harry (1986). Nejvíce oceňovaným filmem po Cool Hand Luke je The Pope of Greenwich Village (Papež z Greenwich Village) z roku 1984, kde hráli Eric Roberts, Mickey Rourke a Daryl Hannah. Svůj poslední (nezávislý) film, drama My Heroes Have Always Been Cowboys, natočil v roce 1991.
V roce 1993 se stal učitelem na Americkém filmovém institutu. Mezi jeho žáky patřila mnohá dnes známá jména, např. Todd Field, Darren Aronofsky, Mark Waters, Scott Silver, Doug Ellin a Rob Schmidt.

## Osobní život
Stuart Rosenberg zemřel v roce 2007 na srdeční selhání ve svém domě v Beverly Hills v Kalifornii, kde žije jeho žena Margot Pohoryles (se kterou se seznámil během studií na New York University), syn Benjamin Rosenberg a čtyři vnoučata. Jeho syn Benjamin je asistent režiséra a své studentské filmy The Spiderwick Chronicles, The Alphabet Killer a The Wrestler z roku 2008 věnoval svému otci.

## Filmografie
- Murder, Inc. (1960)
- Question 7 (1961)
- Cool Hand Luke, česky Frajer Luke (1967), z prostředí věznice, v hlavní roli Paul Newman
- The April Fools (1969)
- Move (1970) (1970)
- Stanice WUSA (1970)
- Pocket Money (1972)
- Smějící se policajt (1973), krimi podle švédské předlohy Noční autobus, v hlavní roli Walter Matthau
- The Drowning Pool (1975)
- The Voyage of the Damned (1976)
- Love and Bullets (1979)
- The Amityville Horror (1979)
- Brubaker (1980), z prostředí věznice, v hlavní roli Robert Redford
- The Pope of Greenwich Village (Papež z Greenwich Village, 1984)
- Let's Get Harry (1986)
- My Heroes Have Always Been Cowboys (1991)

## Ocenění
- 1961 vítěz National Board of Review, nejlepší film roku (Question 7) a Deset nejlepších filmů (Question 7)
- 1961 11. Berlínský mezinárodní filmový festival cena OCIC (Question 7)
- 1961 Youth Film Award, Berlínský mezinárodní filmový festival (Question 7)
- 1961 nominace na Zlatého medvěda (Question 7)
- 1963 Cena Emmy: Outstanding Directorial Achievement za epizodu The Madman ze seriálu The Defenders
- 1968 nominace Directors Guild of America Award: Outstanding Directorial Achievement za Cool Hand Luke (Fraje Luke)
- 1976 nominace na Zlatý glóbus v kategorii Nejlepší film (Voyage of the Damned)
- 1980 nominace na Oscara v kategorii Nejlepší scénář (Brubaker)